# Banjo-Kazooie (serie)

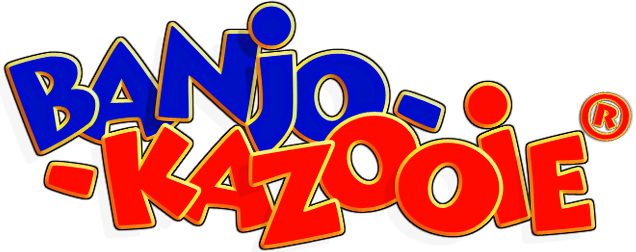
Il Logo della serie

Banjo-Kazooie è una serie di videogiochi platform con protagonisti Banjo e Kazooie, un orso e un uccellina di una specie fittizia chiamata breegull. Lo sviluppatore della serie è Rare.

## Videogiochi

### Banjo-Kazooie
Primo gioco della serie, Banjo-Kazooie è uscito nel 1998 per Nintendo 64. Il gioco segue le avventure di Banjo e Kazooie, i quali, con l'aiuto di Mumbo Jumbo, Bottles e della fata Brentilda, si addentrano nell'antro della strega Gruntilda per salvare la sorella di Banjo. Rare e 4J Studios hanno realizzato una versione rimasterizzata del gioco, uscito nel 2008 per Xbox Live.

### Banjo-Tooie
Secondo gioco della serie ed è uscito nel 2000 per Nintendo 64. Come il precedente capitolo ha ricevuto una remaster per Xbox Live ed è stato in seguito incluso nella raccolta Rare Replay per Xbox One.

### Grunty's Revenge
Terzo gioco della serie ed è uscito nel 2003 per Game Boy Advance. Il gioco si colloca cronologicamente tra Banjo-Kazooie e Banjo-Tooie.

### Banjo-Pilot
Banjo-Pilot è uno spin-off uscito nel 2005 pubblicato da THQ nel 2005 per il Game Boy Advance. A differenza dei giochi precedenti non è un platform bensì un gioco di corse di aerei.

### Nuts & Bolts
Quinto gioco prodotto, è uscito nel novembre 2008 per Xbox 360, ed è il quarto gioco in ordine cronologico. L'uscita del gioco coincide col decimo anniversario dall'uscita del primo episodio.

## Altri giochi

### Dream(prototipo)
Prima di sviluppare Banjo-Kazooie, Rare era al lavoro su un RPG per SNES intitolato Dream con protagonista un ragazzo di nome Edison e a tema piratesco. La produzione del gioco fu in seguito annullata e alcuni elementi furono rielaborati in Banjo-Kazooie, come il personaggio di Banjo e alcune tracce musicali.

### Diddy Kong Racing
Primo gioco in cui fa la sua comparsa l'orso Banjo, sebbene non sia considerato un capitolo principale della serie. per Nintendo 64, uscito nel 1997

### Sonic & SEGA All-Stars Racing
Gioco di corse in stile arcade del 2010, Banjo e Kazooie compaiono come personaggi giocabili esclusivamente su Xbox 360.

### Minecraft
Banjo, Klungo, Gruntilda, Bottles, Tooty e Mumbo Jumbo sono delle skin ufficiali che si possono scaricare esclusivamente per Xbox 360.

### Yooka-Laylee
Successore spirituale della serie creato da Playtonic Games, una compagnia fondata dagli ex sviluppatori Rare che avevano lavorato a Banjo-Kazooie e distribuito nel 2017 da Team17 per PS4, Xbox One e Nintendo Switch. Il suo seguito, Yooka-Laylee and the Impossible Lair è uscito l'8 ottobre 2019, il nuovo gioco riprende di più la serie Donkey Kong Country.

### Super Smash Bros Ultimate[4]
L'11 giugno 2019 all'E3 è stata annunciata la presenza del duo in Super Smash Bros. Ultimate come terzo personaggio DLC in arrivo nell'autunno del 2019.

## Personaggi principali
- Banjo: il protagonista, un orso che abita a Spiral Mountain.
- Kazooie: una breegull, amica di Banjo e con lui coprotagonista.
- Tooty: sorella di Banjo, è rapita da Gruntilda nel primo gioco della serie.
- Gruntilda: una perfida strega che abita in una torre sopra Spiral Mountain.
- Brentilda: la sorella buona di Gruntilda, della quale rivela a Banjo e Kazooie informazioni private.
- Mumbo Jumbo: uno stregone, ex maestro di Gruntilda e amico di Banjo, esperto in trasformazioni.
- Klungo: il servo fidato di Gruntilda.
- Humba Wumba: sciamana rivale di Mumbo, come lui esperta in trasformazioni, aiuta Banjo e Kazooie in Banjo-Tooie.
- Bottles: una talpa, amico di Tooty, che insegna varie tecniche a Banjo e Kazooie.
- Sergeant Jamjars: fratello di Bottles, insegna nuove tecniche a Banjo e Kazooie in Banjo-Tooie.
- Jinjo: creature magiche divise in 10 famiglie, di cui una, quella dei Grey Jinjo, è sterminata da Gruntilda all'inizio di Banjo-Tooie.
- Master Jiggywiggy: custode del potere dei Jiggy, apre l'accesso ai vari mondi di Banjo-Tooie
- Bozzeye: una talpa parente di Bottles e Jamjars, addestra Banjo e Kazooie in Grunty's Revenge.
- Mingella e Blobbelda: le sorelle cattive di Gruntilda e Brentilda, liberano la strega in Banjo-Tooie.

## Ambientazioni
Banjo e Kazooie vivono nell'Isle O'Hags, dalla quale accedono ad altri mondi.
La casa di Banjo è in Spiral Mountain, dove si trova anche il maniero di Gruntilda.
Nell'isola ci sono anche altri posti quali il villaggio dei Jinjo, la torre della Tragedia, Borgo Shodown e Pine Grove da cui si accede al parco di Gruntilda e dove vive Humba Wumba.
I mondi visitati da Banjo & Kazooie sono molti, tra questi due vulcani, uno stadio olimpico, due paludi, una fattoria, il bosco delle stagioni e svariati luoghi innevati.

## Stop N Swop
Dopo aver recuperato tutti i Jiggy in Banjo-Kazooie, il giocatore sblocca un filmato nel quale viene svelata la presenza di due uova e una chiave di ghiaccio all'interno del gioco e apparentemente impossibili da ottenere. Inizialmente gli sviluppatori avrebbero voluto rendere questi oggetti accessibili solo ai giocatori che avrebbero acquistato l'eventuale seguito del gioco trasferendo il salvataggio da un gioco all'altro. Il nome di questo procedimento, Stop 'N' Swop, deriva dal fatto che il trasferimento dei salvataggi avrebbe dovuto avvenire rimuovendo la cartuccia di un gioco senza spegnere la console e sostituendola con la cartuccia di un altro gioco. Dopo aver ottenuto questi mitici oggetti (le uova e la chiave di ghiaccio) il giocatore sarebbe stato in grado di utilizzarli nel seguito per sbloccare alcune funzioni esclusive. Poiché la tecnologia dell'epoca non permetteva la realizzazione di questo procedimento, il progetto fu accantonato e in seguito ripristinato nei due remake usciti su Xbox Live.

## Colonna sonora
Le colonne sonore di Banjo-Kazooie e Banjo-Tooie sono state composte da Grant Kirkhope, che aveva già lavorato alle musiche di un altro gioco Rare, GoldenEye 007.